# Microhydromys richardsoni
Microhydromys richardsoni és una espècie de mamífer rosegador de la família dels múrids. Viu a altituds d'entre 850 i 1.500 msnm a Indonèsia i Papua Nova Guinea. Els seus hàbitats naturals són els boscos i els mosaics de sabana i bosc. És una espècie en risc mínim, és a dir, no sembla que hi hagi cap amenaça significativa per a la seva supervivència. Aquest tàxon fou anomenat en honor del zoòleg estatunidenc William Blaney Richardson.